# Boris Markarow
Boris Waganowicz Markarow (ros. Борис Ваганович Маркаров; ur. 12 marca 1935 w Wołchowie, zm. 23 kwietnia 2023 w Petersburgu) – radziecki piłkarz wodny, medalista olimpijski.
W igrzyskach olimpijskich wziął udział wyłącznie w 1956 (Melbourne). Waterpoliści ze Związku Radzieckiego zajęli tam trzecie miejsce (zdobył bramkę w meczu z Włochami).